# Liste des romans de Star Trek

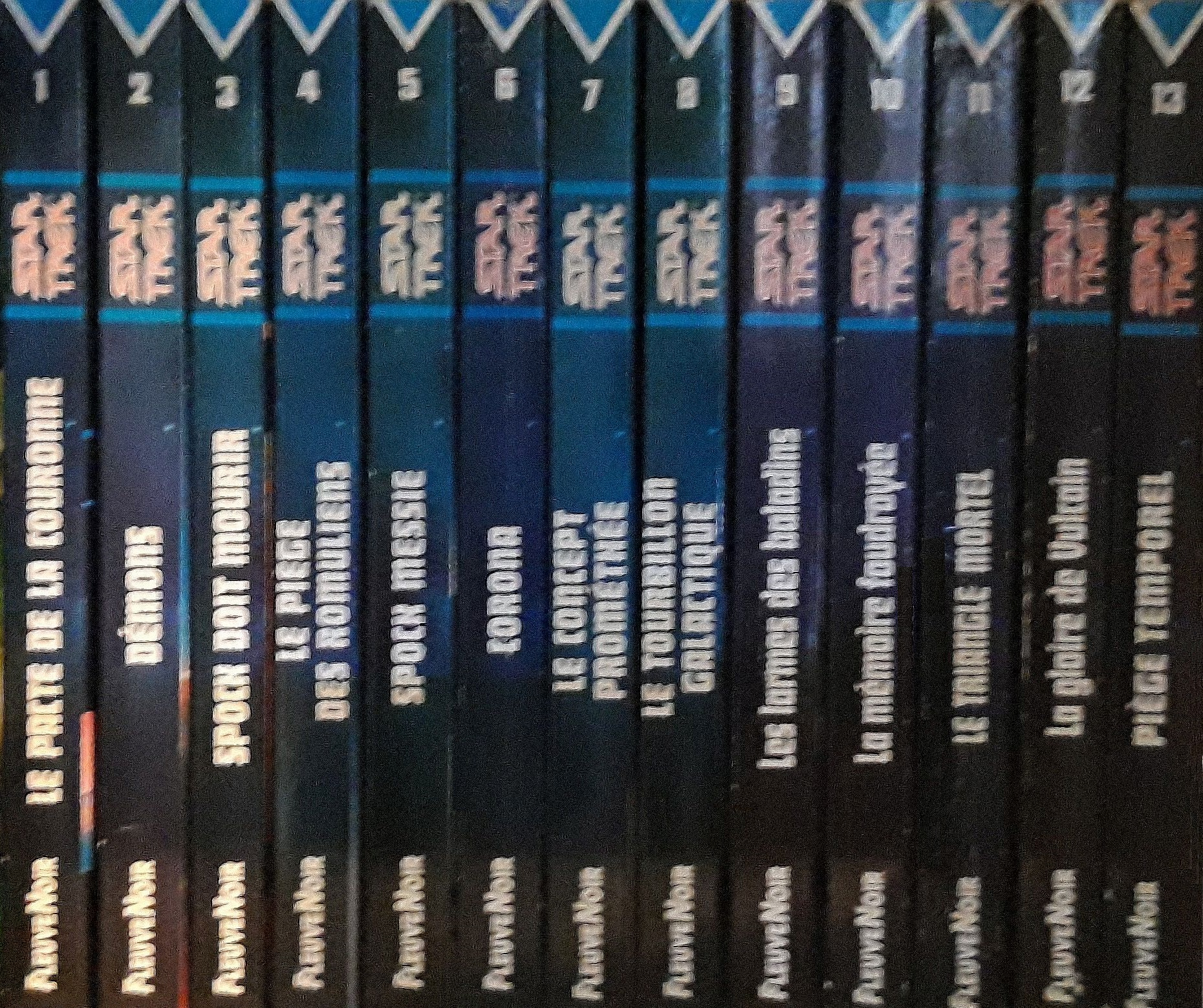
Star Trek, première série 1-13;

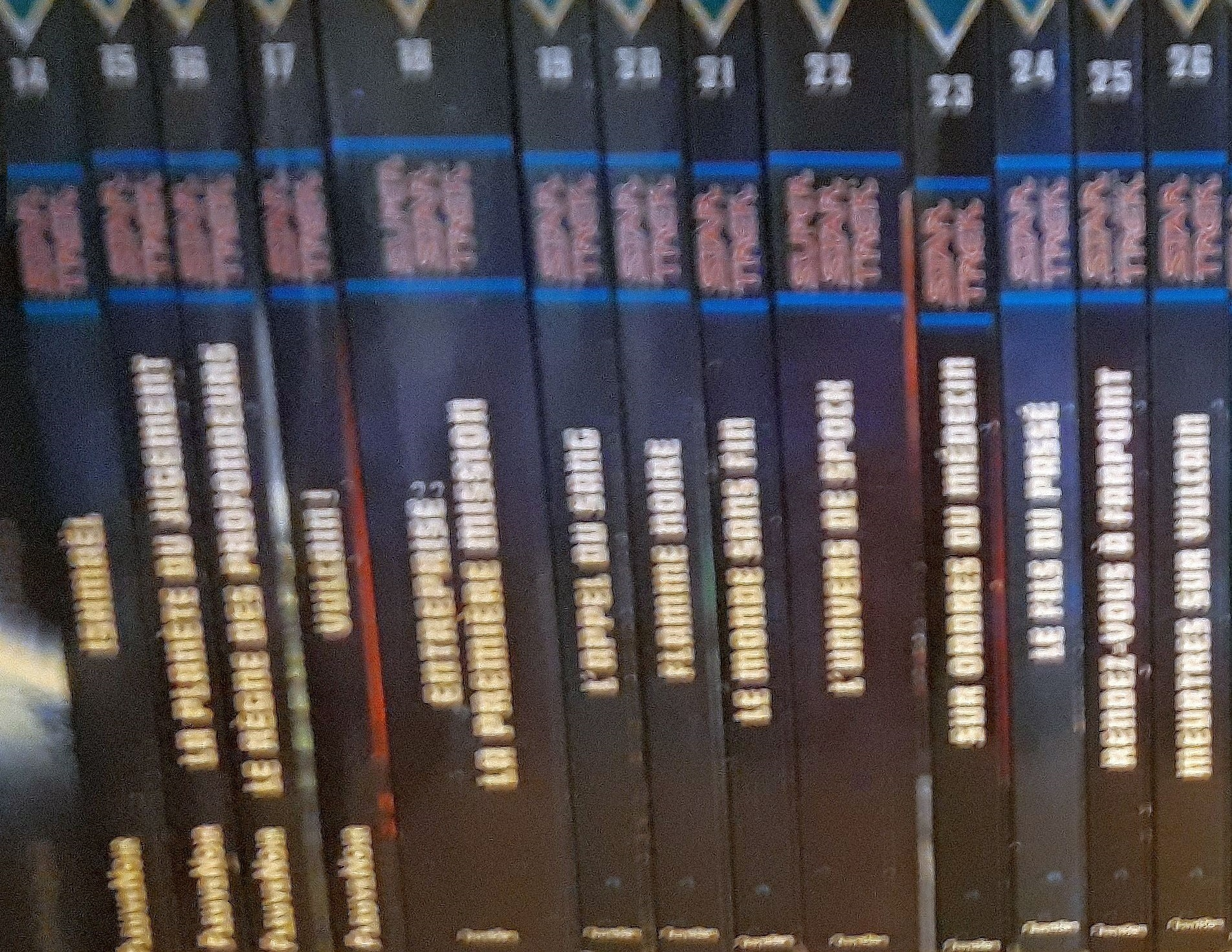
Star Trek, première série 14-26;

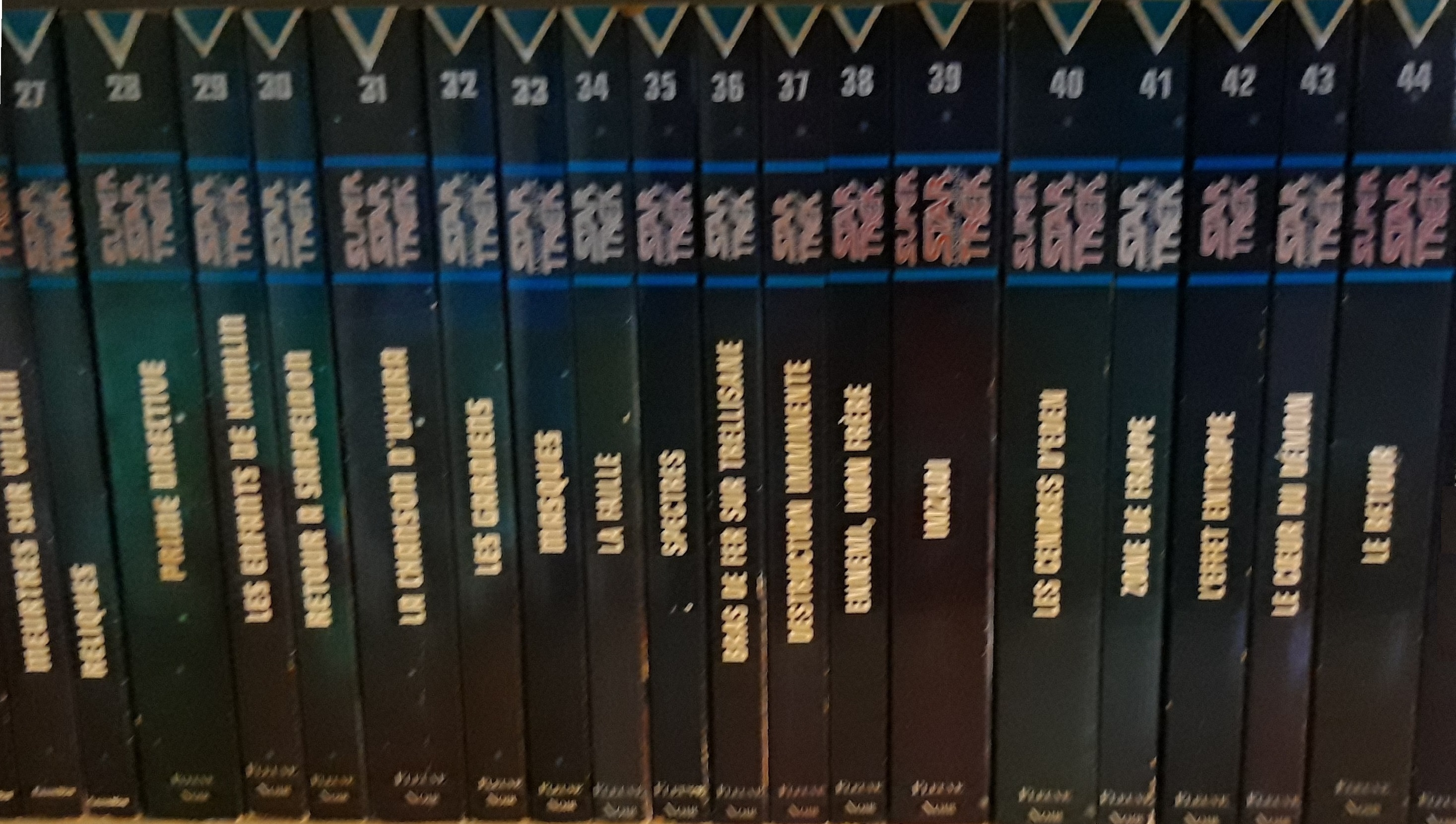
Star Trek, première série 27-44;

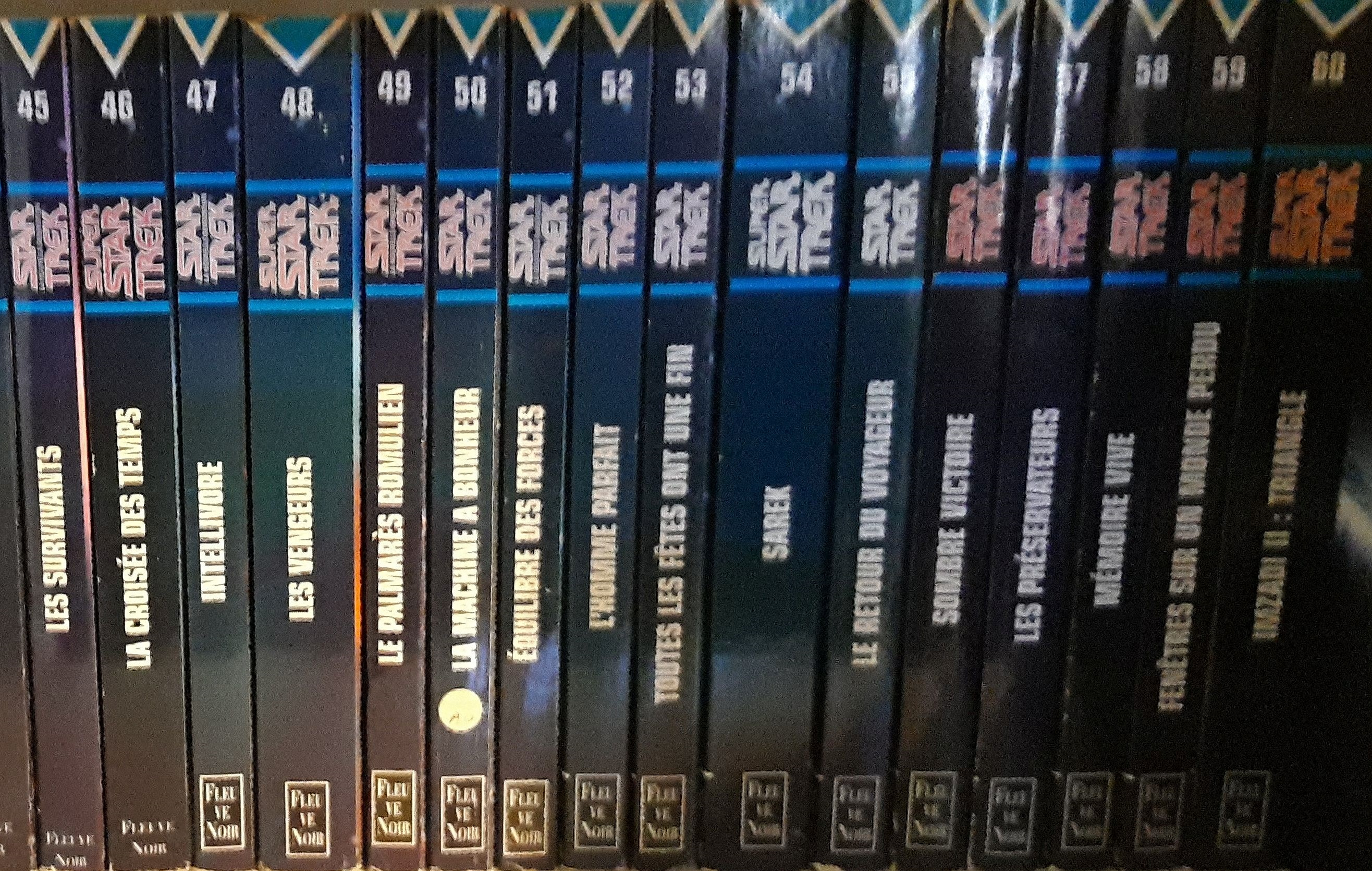
Star Trek, première série 45-60.

Cet article liste les romans de Star Trek.

## Romans édités en français

### Films
- Star Trek 01 - Star Trek (1980), par Gene Roddenberry, publié par J'ai lu, Star Trek: The Motion Picture (1979)
- Star Trek 02 - La Colère de Khan (1982), par Vonda N. McIntyre, publié par J'ai lu, The Wrath of Khan (1982)
- Star Trek 03 - À la recherche de Spock (1990), par Vonda N. McIntyre, publié par Arena, Star Trek III: The Search for Spock (1984)
- Star Trek 06 - Terre inconnue (1992), par Jeanne M. Dillard, publié par Presses Pocket, Star Trek VI: The Undiscovered Country (1992)
- Star Trek 07 - Génération (1995), par Jeanne M. Dillard, publié par Fleuve noir, Star Trek: Generations (1994)
- Star Trek 08 - Premier Contact (1997), par Jeanne M. Dillard, publié par Fleuve noir, Star Trek: First Contact (1996)
- Star Trek 09 - Insurrection (1999), par Jeanne M. Dillard, publié par Fleuve noir, Star Trek: Insurrection (1998)

### Star Trek

#### Arena
Publié par Arena de 1989 à 1991
- Entreprise, la première mission (1989), par Vonda N. McIntyre, Enterprise: The First Adventure (1986)
- Le Fils du passé (1990), par Ann C. Crispin, Yesterday's Son (1983)
- L'Effet Entropie (1990), par Vonda N. McIntyre, The Entropy Effect (1981)
- La Croisée des temps (1991), par Della Van Hise, Killing Time (1985)

#### Fleuve noir
Publié par Fleuve noir de 1993 à 2001
- #1 - Le Pacte de la couronne (1993), par Howard Weinstein, The Covenant of the Crown (1981)
- #2 - Démons (1993), par Jeanne M. Dillard, Demons (1986)
- #3 - Spock doit mourir (1993), par James Blish, Spock Must Die! (1970)
- #4 - Le Piège des Romuliens (1993), par M.S. Murdock, Web of the Romulans (1983)
- #5 - Spock messie (1993), par Theodore R. Cogswell et Charles A. Spano, Spock, Messiah! (1976)
- #6 - Corona (1993), par Greg Bear, Corona (1984)
- #7 - Le Concept Prométhée (1993), par Sondra Marshak et Myrna Culbreath, The Prometheus Design (1982)
- #8 - Le Tourbillon galactique (1993), par David Gerrold, The Galactic Whirlpool (1980)
- #9 - Les Larmes des baladins (1993), par Melinda Snodgrass, The Tears of the Singers (1984)
- #10 - La Mémoire foudroyée (1993), par Jeanne M. Dillard, Mindshadow (1986)
- #11 - Le Triangle mortel (1993), par Sondra Marshak et Myrna Culbreath, Triangle (1983)
- #12 - La Gloire de Vulcain (1993), par D.C. Fontana, Vulcan's Glory (1989)
- #13 - Piège temporel (1993), par David Dvorkin, Time Trap (1988)
- #14 - Ishmaël (1994), par Barbara Hambly, Ishmael (1985)
- #15 - La Planète du jugement (1994), par Joe Haldeman, Planet of Judgment (1977)
- #16 - Le Règne des profondeurs (1994), par Howard Weinstein, Deep Domain (1987)
- #17 - Vulcain ! (1994), par Kathleen Sky, Vulcan! (1978)
- #18 - Entreprise, la première mission (1994), par Vonda N. McIntyre, Enterprise: The First Adventure (1986)
- #19 - L'Appel du sang (1994), par Jeanne M. Dillard, Bloodthirst (1987)
- #20 - Flamme noire (1994), par Sonni Cooper, Black Fire (1983)
- #21 - Le Monde sans fin (1994), par Joe Haldeman, World Without End (1979)
- #22 - L'Univers de Spock (1994), par Diane Duane, Spock's World (1988)
- #23 - Sur ordre du médecin (1994), par Diane Duane, Doctor's Orders (1990)
- #26 - Meurtres sur Vulcain (1995), par Jean Lorrah (en), The Vulcan Academy Murders (1984)
- #31 - La Chanson d'Uhura (1995), par Janet Kagan, Uhura's Song (1985)
- #34 - La Faille (1996), par Peter David, The Rift (1991)
- #42 - L'Effet Entropie (1997), par Vonda N. McIntyre, The Entropy Effect (1981)
- #46 - La Croisée des temps (1997), par Della Van Hise, Killing Time (1985)
- #50 - La Machine à bonheur (1998), par James E. Gunn, The Joy Machine (1996)
- #52 - L'Homme parfait (1999), par Howard Weinstein, The Better Man (1994)
- #54 - Sarek (1999), par Ann C. Crispin, Sarek (1994)
- #59 - Fenêtres sur un monde perdu (2001), par V.E. Mitchell, Windows on a Lost World (1993)

##### The Yesterday Saga
- #24 - 1 - Le Fils du passé (1994), par Ann C. Crispin, Yesterday's Son (1983)
- #30 - 2 - Retour à Sarpeidon (1995), par Ann C. Crispin, Time for Yesterday (1988)

##### Worlds in Collision
- #58 - 1 - Mémoire vive (2001), par Judith Reeves-Stevens et Garfield Reeves-Stevens, Memory Prime (1988)
- #28 - 2 - Prime Directive (1995), par Judith Reeves-Stevens et Garfield Reeves-Stevens, Prime Directive (1990)

##### Rihannsu
- #38 - 1 - Ennemi, mon frère (1996), par Diane Duane, My Enemy, My Ally (1984)

#### Lefrancq Claude
Publié par Lefrancq Claude
- Star Trek 1 : La Dernière Créature (1991), par James Blish, Star Trek (1967)  (ISBN 2-87153-055-6)
comprenant 7 épisodes de la première série de Star Trek :
  - La Loi de Charlie adaptation de Charlie X;
  - Un esprit tranchant adaptation de Les Voleurs d'esprit ;
  - La Dernière Créature adaptation de Ils étaient des millions ;
  - L'Équilibre de la terreur adaptation de Zone de terreur ;
  - Un vent de folie adaptation de L'Équipage en folie;
  - Miri ;
  - La Conscience du roi.
- Star Trek 2 : Le Duel (1991), par James Blish, Star Trek 2 (1968)
comprenant aussi 7 épisodes de la première série de Star Trek :
  - L'arène adaptation de Arena;
  - Un goût d'apocalypse adaptation de Échec et Diplomatie;
  - Demain est hier adaptation de Demain sera hier;
  - Une mission secourable adaptation de Les arbitres du cosmos;
  - La cour martiale adaptation de Cour Martiale;
  - Opération destructrice adaptation de La Lumière qui tue;
  - La ville au seuil de l'éternité adaptation de Contretemps;
  - La semence de l'espace adaptation de Les Derniers Tyrans;

#### Presses de la Cité
Publié par Presses de la Cité
- Ombres sur le soleil (1995), par Michael Jan Friedman, Shadows on the Sun (1993)

### La Nouvelle Génération

#### Fleuve noir
Publié par Fleuve noir de 1993 à 2001
- #25 - Rendez-vous à Farpoint (1995), par David Gerrold, Encounter at Farpoint (1987)
- #27 - Reliques (1995), par Michael Jan Friedman, Relics (1992)
- #29 - Les Enfants de Hamlin (1995), par Carmen Carter, The Children of Hamlin (1988)
- #32 - Les Gardiens (1995), par Gene DeWeese, The Peacekeepers (1988)
- #33 - Masques (1995), par John Vornholt, Masks (1989)
- #35 - Spectres (1996), par Diane Carey, Ghost Ship (1988)
- #37 - Destruction imminente (1996), par David Bischoff, Grounded (1993)
- #39 - Imzadi (1996), par Peter David, Imzadi (1992)
- #41 - Zone de frappe (1997), par Peter David, Strike Zone (1989)
- #43 - Le Cœur du démon (1997), par Carmen Carter, The Devil's Heart (1993)
- #45 - Les Survivants (1997), par Jean Lorrah (en), Survivors (1989)
- #47 - Intellivore (1998), par Diane Duane, Intellivore (1997)
- #49 - Le Palmarès romulien (1998), par Simon Hawke, The Romulan Prize (1993)
- #51 - Équilibre des forces (1998), par Dafydd ab Hugh, Balance of Power (1995)
- #53 - Toutes les fêtes ont une fin (1999), par Michael Jan Friedman, All Good Things… (1994)
- #60 - Imzadi II triangle (2001), par Peter David, Triangle: Imzadi II (1998)

#### Presses de la Cité
Publié par Presses de la Cité
- Le Cœur du démon (1994), par Carmen Carter, The Devil's Heart (1993)
- L'Envers du miroir (1996), par Diane Duane, Dark Mirror (1993)

### Deep Space Nine

#### Ada
Publié par Ada de 1999 à 2000
- #1 - L'Émissaire (1999), par Jeanne M. Dillard, Emissary (1993)
- #2 - Le Siège (1999), par Peter David, The Siege (1993)
- #3 - La Saignée (1999), par K.W. Jeter, Bloodletter (1993)
- #4 - Le Grand Jeu (1999), par Sandy Schofield, The Big Game (1993)
- #5 - Héros déchus (2000), par Dafydd ab Hugh, Fallen Heroes (1994)
- #6 - Trahison (2000), par Lois Tilton, Betrayal (1994)
- #7 - L'Enfant de la guerre (2000), par Esther Friesner, Warchild (1994)

### Voyager

#### Ada
Publié par Ada de 1999 à 2000
- #1 - Le Protecteur (1999), par L.A. Graf, Caretaker (1995)
- #2 - L'Évasion (1999), par Dean Wesley Smith et Kristine Kathryn Rusch, The Escape (1995)
- #3 - Ragnarok (1999), par Nathan Archer, Ragnarok (1995)
- #4 - Infractions (1999), par Susan Wright, Violations (1995)
- #5 - Incident à Arbuk (2000), par John Gregory Betancourt, Incident at Arbuk (1995)
- #6 - Le Mangeur d'étoiles (2000), par Christie Golden, The Murdered Sun (1996)
- #7 - L'Ombre d'une chance (2000), par Mark A. Garland et Charles G. McGraw, Ghost of a Chance (1996)

### Star Trek: Shatnerverse

#### Fleuve noir
Publié par Fleuve noir de 1993 à 2001

##### Odyssey
- #40 - 1 - Les Cendres d’Éden (1997), par William Shatner, Judith Reeves-Stevens et Garfield Reeves-Stevens, The Ashes of Eden (1996)
- #44 - 2 - Le Retour (1997), par William Shatner, Judith Reeves-Stevens et Garfield Reeves-Stevens, The Return (1997)
- #48 - 3 - Les Vengeurs (1998), par William Shatner, Judith Reeves-Stevens et Garfield Reeves-Stevens, Avenger (1998)

#### The Mirror Universe Trilogy
- #55 - 1 - Le Retour du voyageur (2000), par William Shatner, Judith Reeves-Stevens et Garfield Reeves-Stevens, Spectre (1999)
- #56 - 2 - Sombre Victoire (2000), par William Shatner, Judith Reeves-Stevens et Garfield Reeves-Stevens, Dark Victory (2000)
- #57 - 3 - Les Préservateurs (2000), par William Shatner, Judith Reeves-Stevens et Garfield Reeves-Stevens, Preserver (2001)

### Star Trek: Starfleet Académie

#### Pocket Junior
Publié par Pocket Junior de 1994 à 1996
- #J026 - La Première Aventure de Worf (1994), par Peter David, Worf's First Adventure (1993)
- #J076 - Baptême du feu (1994), par Peter David, Line of Fire (1993)
- #J136 - Mission de survie (1995), par Peter David, Survival (1993)
- #J211 - La Prise de l’étendard (1996), par John Vornholt, Capture the Flag (1994)

## Romans non traduits

### Films
- #4 Star Trek IV: The Voyage Home (1986), par Vonda N. McIntyre
- #5 Star Trek V: The Final Frontier (1989), par Jeanne M. Dillard
- #10 Star Trek: Nemesis (2002), par Jeanne M. Dillard

### The Original Series

#### Novels
- Star Trek: The New Voyages (recueil de nouvelles écrit par des fans) (1976), édité par Sondra Marshak et Myrna Culbreath
- The Price of the Phoenix (1977), par Sondra Marshak et Myrna Culbreath
- Star Trek: The New Voyages 2 (recueil de nouvelles écrit par des fans) (1978), édité par Sondra Marshak et Myrna Culbreath
- The Starless World (1978), par Gordon Eklund
- Devil World (1979), par Gordon Eklund
- The Fate of the Phoenix (1979), par Sondra Marshak et Myrna Culbreath
- Trek to Madworld (1979), par Stephen Goldin
- Perry's Planet (1980), par Jack C. Haldeman II (en)
- Death's Angel (1981), par Kathleen Sky
- The Klingon Gambit (1981), par Robert E. Vardeman
- Star Trek II Short Stories (1982), par William Rotsler
- The Abode of Life (1982), par Lee Correy
- Mutiny on the Enterprise (1983), par Robert E. Vardeman
- The Wounded Sky (1983), par Diane Duane
- Star Trek III Short Stories (1984), par William Rotsler
- Dwellers in the Crucible (1985), par Margaret Wander Bonanno
- Pawns and Symbols (1985), par Majliss Larson
- Shadow Lord (1985), par Laurence Yep
- Crisis on Centaurus (1986), par Brad Ferguson
- Chain of Attack (1987), par Gene DeWeese
- Dreams of the Raven (1987), par Carmen Carter
- Strangers from the Sky (1987), par Margaret Wander Bonanno
- Final Frontier (1988), par Diane Carey
- The Final Nexus (1988), par Gene DeWeese
- The IDIC Epidemic (1988), par Jean Lorrah (en)
- The Three-Minute Universe (1988), par Barbara Paul
- Double, Double (1989), par Michael Jan Friedman
- The Cry of the Onlies (1989), par Judy Klass
- The Kobayashi Maru (1989), par Julia Ecklar
- Enemy Unseen (1990), par V.E. Mitchell
- Home is the Hunter (1990), par Dana Kramer-Rolls
- Rules of Engagement (1990), par Peter Morwood
- The Pandora Principle (1990), par Carolyn Clowes
- Ghost-Walker (1991), par Barbara Hambly
- Legacy (1991), par Michael Jan Friedman
- Renegade (1991), par Gene DeWeese
- Best Destiny (1992), par Diane Carey
- Death Count (1992), par L.A. Graf
- Faces of Fire (1992), par Michael Jan Friedman
- Ice Trap (1992), par L.A. Graf
- Probe (1992), par Margaret Wander Bonnano
- Sanctuary (1992), par John Vornholt
- The Disinherited (1992), par Peter David, Michael Jan Friedman et Robert Greenberger
- From the Depths (1993), par Victor Milán
- Shell Game (1993), par Melissa Crandall
- The Great Starship Race (1993), par Diane Carey
- The Starship Trap (1993), par Mel Gilden
- Crossroad (1994), par Barbara Hambly
- Federation (1994), par Judith Reeves-Stevens et Garfield Reeves-Stevens
- Firestorm (1994), par L.A. Graf
- The Patrian Transgression (1994), par Simon Hawke
- First Frontier (1995), par Diane Carey et Dr. James Kirkland
- The Captain's Daughter (1995), par Peter David
- The Fearful Summons (1995), par Denny Martin Flinn
- The Rings of Tautee (1996), par Dean Wesley Smith et Kristine Kathryn Rusch
- Twilight's End (1996), par Jerry Oltion
- Heart of the Sun (1997), par Pamela Sargent et George Zebrowski
- Mind Meld (1997), par John Vornholt
- Mudd in Your Eye (1997), par Jerry Oltion
- Vulcan's Forge (1997), par Josepha Sherman et Susan Shwartz
- Assignment: Eternity (1998), par Greg Cox
- Across the Universe (1999), par Pamela Sargent et George Zebrowski
- Vulcan's Heart (1999), par Josepha Sherman et Susan Shwartz
- In the Name of Honor (2002), par Dayton Ward
- The Last Roundup (2002), par Christie Golden
- Garth of Izar (2003), par Pamela Sargent et George Zebrowski
- Gemini (2003), par Mike W. Barr
- The Case of the Colonist's Corpse (2004), par Tony Isabella et Bob Innll
- Engines of Destiny (2005), par Gene DeWeese
- Ex Machina (2005), par Christopher L. Bennett
- To Reign in Hell: The Exile of Khan Noonien Singh (2005), par Greg Cox
- Burning Dreams (2006), par Margaret Wander Bonanno
- Constellations (2006), ouvrage collectif (recueil de nouvelles)
- Provenance of Shadows, Crucible: McCoy (2006), par David R. George III
- The Fire and the Rose, Crucible: Spock (2006), par David R. George III
- Excelsior: Forged in Fire (2007), par Michael A. Martin et Andy Mangels
- The Star to Every Wandering, Crucible: Kirk (2007), par David R. George III

#### Mini-séries

##### Errand of Fury
- #1 - Seeds of Rage (2005), par Kevin Ryan
- #2 - Demands of Honor (2007), par Kevin Ryan

##### Errand of Vengeance
- #1 - The Edge of the Sword (2002), par Kevin Ryan
- #2 - Killing Blow (2002), par Kevin Ryan
- #3 - River of Blood (2002), par Kevin Ryan

##### Fortunes of War
- #1 - Dreadnought! (1986), par Diane Carey
- #2 - Battlestations! (1986), par Diane Carey

##### My Brother's Keeper
- #1 - Republic (1999), par Michael Jan Friedman
- #2 - Constitution (1999), par Michael Jan Friedman
- #3 - Enterprise (1999), par Michael Jan Friedman

##### New Earth
- #1 - Wagon Train to the Stars (2000), par Diane Carey
- #2 - Belle Terre (2000), par Dean Wesley Smith et Diane Carey
- #3 - Rough Trails (2000), par L.A. Graf
- #4 - The Flaming Arrow (2000), par Kathy Oltion et Jerry Oltion
- #5 - Thin Air (2000), par Kristine Kathryn Rusch et Dean Wesley Smith
- #6 - Challenger (2000), par Diane Carey

##### Rihannsu
- #2 - The Romulan Way (1987), par Diane Duane et Peter Morwood
- #3 - Swordhunt (2000), par Diane Duane
- #4 - Honor Blade (2000), par Diane Duane
- #5 - The Empty Chair (2006), par Diane Duane

##### The Eugenics Wars: The Rise and Fall of Khan Noonien Singh
- #1 - The Eugenics Wars: The Rise and Fall of Khan Noonien Singh, book 1 (2001), par Greg Cox
- #2 - The Eugenics Wars: The Rise and Fall of Khan Noonien Singh, book 2 (2002), par Greg Cox

##### The Janus Gate
- #1 - Present Tense (2002), par L.A. Graf
- #2 - Future Imperfect (2002), par L.A. Graf
- #3 - Past Prologue (2002), par L.A. Graf

##### The Lost Years Saga
- #1 - The Lost Years (1989), par Jeanne M. Dillard
- #2 - A Flag Full of Stars (1991), par Brad Ferguson
- #3 - Traitor Winds (1994), par L.A. Graf
- #4 - Recovery (1995), par Jeanne M. Dillard

##### Vulcan's Soul
- #1 - Exodus (2004), par Josepha Sherman et Susan Shwartz
- #2 - Exiles (2006), par Josepha Sherman et Susan Shwartz
- #3 - Epiphany (2007), par Josepha Sherman et Susan Shwartz

##### Worlds Apart
- #1 - The Final Reflection (1984), par John M. Ford
- #2 - How Much for Just the Planet? (1987), par John M. Ford

### The Next Generation

#### Romans
- A Call to Darkness (1989), par Michael Jan Friedman
- Power Hungry (1989), par Howard Weinstein
- The Captain's Honor (1989), par David Dvorkin et Daniel Dvorkin
- A Rock and a Hard Place (1990), par Peter David
- Doomsday World (1990), par Carmen Carter, Peter David, Michael Jan Friedman et Robert Greenberger
- Exiles (1990), par Howard Weinstein
- Gulliver's Fugitives (1990), par Keith Sharee
- Metamorphosis (1990), par Jean Lorrah (en)
- The Eyes of the Beholders (1990), par Ann C. Crispin
- Boogeymen (1991), par Mel Gilden
- Contamination (1991), par John Vornholt
- Fortune's Light (1991), par Michael Jan Friedman
- Perchance to Dream (1991), par Howard Weinstein
- Q-in-Law (1991), par Peter David
- Reunion (1991), par Michael Jan Friedman
- Unificiation (1991), par Jeri Taylor
- Vendetta (1991), par Peter David
- Chains of Command (1992), par W.A. McCay et E.L. Flood
- Imbalance (1992), par V.E. Mitchell
- Nightshade (1992), par Laurell K. Hamilton
- Spartacus (1992), par T.L. Mancour
- War Drums (1992), par John Vornholt
- Descent (1993), par Diane Carey
- Guises of the Mind (1993), par Rebecca Neason
- Here There Be Dragons (1993), par John Peel
- Debtors' Planet (1994), par W.R. Thompson
- Foreign Foes (1994), par Dave Galanter et Greg Brodeur
- Q-Squared (1994), par Peter David
- Requiem (1994), par Michael Jan Friedman et Kevin Ryan
- Sins of Commission (1994), par Susan Wright
- Blaze of Glory (1995), par Simon Hawke
- Crossover (1995), par Michael Jan Friedman
- Into the Nebula (1995), par Gene DeWeese
- The Last Stand (1995), par Brad Ferguson
- The Romulan Strategem (1995), par Robert Greenberger
- A Fury Scorned (1996), par Pamela Sargent et George Zebrowski
- Dragon's Honor (1996), par Kij Johnson et Greg Cox
- Infiltrator (1996), par W.R. Thompson
- Kahless (1996), par Michael Jan Friedman
- Possession (1996), par Jeanne M. Dillard et Kathleen O'Malley
- Rogue Saucer (1996), par John Vornholt
- Ship of the Line (1997), par Diane Carey
- The Death of Princes (1997), par John Peel
- To Storm Heaven (1997), par Esther Friesner
- Planet X (1998), par Michael Jan Friedman
- The Best and the Brightest (1998), par Susan Wright
- Dyson Sphere (1999), par Charles Pellegrino et George Zebrowski
- I, Q (1999), par John de Lancie et Peter David
- The Forgotten War (1999), par William R. Forstchen et Elizabeth Kitsteiner Salzer
- The Valiant (2000), par Michael Jan Friedman
- Diplomatic Implausibility (2001), par Keith R.A. DeCandido
- Tooth and Claw (2001), par Doranna Durgin
- A Hard Rain (2002), par Dean Wesley Smith
- Immortal Coil (2002), par Jeffrey Lang
- The Battle of Betazed (2002), par Charlotte Douglas et Susan Karney
- Do Comets Dream? (2003), par S. P. Somtow
- Genesis Force (2003), par John Vornholt
- A Time for War, a Time for Peace (2004), par Keith R.A. DeCandido
- A Time to Be Born (2004), par John Vornholt
- A Time to Die (2004), par John Vornholt
- A Time to Harvest (2004), par Dayton Ward et Kevin Dilmore
- A Time to Hate (2004), par Robert Greenberger
- A Time to Heal (2004), par David Alan Mack
- A Time to Kill (2004), par David Alan Mack
- A Time to Love (2004), par Robert Greenberger
- A Time to Sow (2004), par Dayton Ward et Kevin Dilmore
- Death in Winter (2005), par Michael Jan Friedman
- Before Dishonor (2007), par Peter David
- Q & A (2007), par Keith R.A. DeCandido
- Resistance (2007), par Jeanne M. Dillard
- The Sky's the Limit (2007), ouvrage collectif (recueil de nouvelles)
- The Stuff of Dreams (2013), par James Swallow

#### Mini-séries

##### Double Helix
- #1 - Infection (1999), par John Gregory Betancourt
- #2 - Vectors (1999), par Dean Wesley Smith et Kristine Kathryn Rusch
- #3 - Red Sector (1999), par Diane Carey
- #4 - Quarantine (1999), par John Vornholt
- #5 - Double or Nothing (1999), par Peter David
- #6 - The First Virtue (1999), par Michael Jan Friedman et Christie Golden

##### Gemworld
- #1 - Gemworld, book #1 (2000), par John Vornholt
- #2 - Gemworld, book #2 (2000), par John Vornholt

##### Genesis Wave
- #1 - Genesis Wave, book 1 (2000), par John Vornholt
- #2 - Genesis Wave, book 2 (2001), par John Vornholt
- #3 - Genesis Wave, book 3 (2002), par John Vornholt

##### Maximum Warp
- #1 - Dead Zone (2001), par Dave Galanter et Greg Brodeur
- #2 - Forever Dark (2001), par Dave Galanter et Greg Brodeur

##### The Q Continuum
- #1 - Q-Space (1998), par Greg Cox
- #2 - Q-Zone (1998), par Greg Cox
- #3 - Q-Strike (1998), par Greg Cox

### Deep Space Nine

#### Romans
- Antimatter (1994), par John Vornholt
- The Search (1994), par Diane Carey
- Devil in the Sky (1995), par Greg Cox et John Gregory Betancourt
- Proud Helios (1995), par Melissa Scott
- Station Rage (1995), par Diane Carey
- The Laertian Gamble (1995), par Robert Sheckley
- The Way of the Warrior (1995), par Diane Carey
- Valhalla (1995), par Nathan Archer
- Warped (1995), par K.W. Jeter
- Objective: Bajor (1996), par John Peel
- Saratoga (1996), par Michael Jan Friedman
- The Heart of the Warrior (1996), par John Gregory Betancourt
- The Long Night (1996), par Dean Wesley Smith et Kristine Kathryn Rusch
- Trials and Tribble-ations (1996), par Diane Carey
- The Tempest (1997), par Susan Wright
- Trial by Error (1997), par Mark Garland
- Wrath of the Prophets (1997), par Peter David, Michael Jan Friedman et Robert Greenberger
- Far Beyond the Stars (1998), par Steven Barnes
- Vengeance (1998), par Dafydd ab Hugh
- The 34th Rule (1999), par Armin Shimerman, David R. George III et Eric A. Stilwell
- The Lives of Dax (1999), par Various Authors (short stories)
- What You Leave Behind (1999), par Diane Carey
- A Stitch in Time (2000), par Andrew J. Robinson
- Gateways: Demons of Air and Darkness (2001), par Keith R.A. DeCandido
- Section 31: Abyss (2001), par David Weddle et Jeffrey Lang
- Prophecy and Change (2003), ouvrage collectif (recueil de nouvelles)
- Rising Son (2003), par S.D. Perry
- Unity (2003), par S.D. Perry
- Hollow Men (2005), par Una McCormack
- Warpath (2006), par David Alan Mack
- Twist of Faith (2007), par S.D. Perry, David Weddle, Jeffrey Lang et Keith R.A. DeCandido
- Fearful Symmetry (2008), par Olivia Woods

#### Mini-séries

##### Avatar
- #1 - Avatar, Book 1 (2001), par S.D. Perry
- #2 - Avatar, Book 2 (2001), par S.D. Perry

##### Dark Passions
- #1 - Dark Passions, book 1 (2001), par Susan Wright
- #2 - Dark Passions, book 2 (2001), par Susan Wright

##### Millennium
- #1 - The Fall of Terok Nor (2000), par Judith Reeves-Stevens et Garfield Reeves-Stevens
- #2 - The War of the Prophets (2000), par Judith Reeves-Stevens et Garfield Reeves-Stevens
- #3 - Inferno (2000), par Judith Reeves-Stevens et Garfield Reeves-Stevens

##### Mission Gamma
- #1 - Twilight (2002), par David R. George III
- #2 - The Gray Spirit (2002), par Heather Jarman
- #3 - Cathedral (2002), par Michael A. Martin et Andy Mangels
- #4 - Lesser Evil (2002), par David R. George III

##### Rebels
- #1 - The Conquered (1999), par Dafydd ab Hugh
- #2 - The Courageous (1999), par Dafydd ab Hugh
- #3 - The Liberated (1999), par Dafydd ab Hugh

##### The Left Hand of Destiny
- #1 - The Left Hand of Destiny, book 1 (2003), par J.G. Hertzler et Jeffrey Lang
- #2 - The Left Hand of Destiny, book 2 (2003), par J.G. Hertzler et Jeffrey Lang

##### Worlds of Deep Space Nine
- #1 - Cardassia & Andor (2004), par Una McCormack et Heather Jarman
- #2 - Trill & Bajor (2005), par Andy Mangels, Michael A. Martin et J. Noah Kim
- #3 - Ferenginar & The Dominion (2005), par Keith R.A. DeCandido et David R. George III

### Voyager

#### Romans
- Bless the Beasts (1996), par Karen Haber
- Cybersong (1996), par S.N. Lewitt
- Flashback (1996), par Diane Carey
- Mosaic (1996), par Jeri Taylor
- Chrysalis (1997), par David Niall Wilson
- Day of Honor (1997), par Michael Jan Friedman
- Marooned (1997), par Christie Golden
- The Black Shore (1997), par Greg Cox
- The Garden (1997), par Melissa Scott
- Echoes (1998), par Dean Wesley Smith, Kristine Kathryn Rusch et Nina Kiriki Hoffman
- Pathways (1998), par Jeri Taylor
- Seven of Nine (1998), par Christie Golden
- Battle Lines (1999), par Dave Galanter et Greg Brodeur
- Captain Proton: Defender of the Earth (1999), par "D.W. ""Prof"" Smith"
- Death of a Neutron Star (1999), par Eric Kotani et Dean Wesley Smith
- Equinox (1999), par Diane Carey
- Endgame (2001), par Diane Carey
- The Nanotech War (2002), par Steven Piziks
- Homecoming (2003), par Christie Golden
- The Father Shore (2003), par Christie Golden
- Distant Shores (2005), ouvrage collectif (recueil de nouvelles)

#### Mini-séries

##### Dark Matters
- #1 - Cloak and Dagger (2000), par Christie Golden
- #2 - Ghost Dance (2000), par Christie Golden
- #3 - Shadow of Heaven (2000), par Christie Golden

##### Spirit Walk
- #1 - Old Wounds (2004), par Christie Golden
- #2 - Enemy of My Enemy (2004), par Christie Golden

##### String Theory
- #1 - Cohesion (2005), par Jeffrey Lang
- #2 - Fusion (2005), par Kirsten Beyer
- #3 - Evolution (2006), par Heather Jarman

### Enterprise
- Broken Bow (2001), par Diane Carey
- By the Book (novel) (2002), par Dean Wesley Smith et Kristine Kathryn Rusch
- Shockwave (2002), par Paul Ruditis
- What Price Honor? (2002), par Dave Stern
- Daedalus (novel) (2003), par Dave Stern
- Surak's Soul (2003), par Jeanne M. Dillard
- The Expanse (2003), par Jeanne M. Dillard
- Daedalus's Children (2004), par Dave Stern
- Last Full Measure (2006), par Andy Mangels et Michael A. Martin
- Rosetta (2006), par Dave Stern
- The Good That Men Do (2007), par Andy Mangels et Michael A. Martin
- Kobayashi Maru (2008 or 2009), par Andy Mangels et Michael A. Martin

### Star Trek: New Frontier

#### Romans
- End Game (1997), par Peter David
- House of Cards (1997), par Peter David
- Into the Void (1997), par Peter David
- The Two-Front War (1997), par Peter David
- Captain's Table: Once Burned (1998), par Peter David
- Fire on High (1998), par Peter David
- Martyr (1998), par Peter David
- Dark Allies (1999), par Peter David
- Double Helix: Double or Nothing (1999), par Peter David
- The Quiet Place (1999), par Peter David
- Being Human (2001), par Peter David
- Gateways: Cold Wars (2001), par Peter David
- Gods Above (2003), par Peter David
- No Limits (2003), ouvrage collectif (recueil de nouvelles)
- Stone and Anvil (2003), par Peter David
- After the Fall (2004), par Peter David
- Missing in Action (2006), par Peter David

#### Mini-séries

##### Excalibur
- #1 - Requiem (2000), par Peter David
- #2 - Renaissance (2000), par Peter David
- #3 - Restoration (2000), par Peter David

### Star Trek: The Lost Era
- Deny Thy Father (2003), par Jeff Mariotte
- Serpents Among the Ruins (2003), par David R. George III
- The Art of the Impossible (2003), par Keith R.A. DeCandido
- The Sundered (2003), par Michael A. Martin et Andy Mangels
- Well of Souls (2003), par Ilsa J. Bick
- Catalyst of Sorrows (2004), par Margaret Wander Bonnano
- The Buried Age (2007), par Christopher L. Bennett

### Star Trek: TNG: Titan
- Taking Wing (2005), par Michael A. Martin et Andy Mangels
- The Red King (2005), par Michael A. Martin et Andy Mangels
- Orion's Hounds (2006), par Christopher L. Bennett
- Sword of Damocles (2007), par Geoffrey Thorne
- Synthesis (2009), par James Swallow

### Star Trek: TOS: Vanguard
- Harbinger (2005), par David Alan Mack
- Summon the Thunder (2006), par Dayton Ward et Kevin Dilmore
- Reap the Whirlwind (2007), par David Alan Mack

### Star Trek: I.K.S. Gorkon
- #1 - A Good Day to Die (2003), par Keith R.A. DeCandido
- #2 - Honor Bound (2003), par Keith R.A. DeCandido
- #3 - Enemy Territory (2005), par Keith R.A. DeCandido

### Star Trek: Starfleet Corps of Engineers
- #1 - Have Tech, Will Travel (2002), ouvrage collectif
- #2 - Miracle Workers (2002), ouvrage collectif
- #3 - Some Assembly Required (2003), ouvrage collectif
- #4 - No Surrender (2004), ouvrage collectif
- #5 - Foundations (2005), ouvrage collectif
- #6 - Wildfire (2005), ouvrage collectif
- #7 - Breakdowns (2006), ouvrage collectif
- #8 - Aftermath (2007), ouvrage collectif
- #9 - Grand Designs (2007), ouvrage collectif
- #10 - Creative Couplings (2007), ouvrage collectif

### Star Trek: Stargazer
- #1 - Gauntlet (2002), par Michael Jan Friedman
- #2 - Progenitor (2002), par Michael Jan Friedman
- #3 - Three (2003), par Michael Jan Friedman
- #4 - Oblivion (2003), par Michael Jan Friedman
- #5 - Enigma (2003), par Michael Jan Friedman
- #6 - Maker (2004), par Michael Jan Friedman

### Star Trek: Shatnerverse

#### The Academy
- #1 - Collision Course (2007), par William Shatner, Judith Reeves-Stevens et Garfield Reeves-Stevens

#### Totality
- #1 - Captain's Peril (2002), par William Shatner, Judith Reeves-Stevens et Garfield Reeves-Stevens
- #2 - Captain's Blood (2003), par William Shatner, Judith Reeves-Stevens et Garfield Reeves-Stevens
- #3 - Captain's Glory (2006), par William Shatner, Judith Reeves-Stevens et Garfield Reeves-Stevens

### Touche à plusieurs séries en même temps

#### Day of Honor
- #1 TNG - Ancient Blood (1997), par Diane Carey
- #2 DS9 - Armageddon Sky (1997), par L.A. Graf
- #3 Voyager - Her Klingon Soul (1997), par Michael Jan Friedman
- #4 TOS - Treaty's Law (1997), par Dean Wesley Smith et Kristine Kathryn Rusch
- #5 Voyager - Day of Honor (1997), par Michael Jan Friedman

#### Gateways
- #1 TOS - One Small Step (2001), par Susan Wright
- #2 Challenger - Chainmail (2001), par Diane Carey
- #3 TNG - Doors into Chaos (2001), par Robert Greenberger
- #4 DS9 - Demons of Air and Darkness (2001), par Keith R.A. DeCandido
- #5 Voyager - No Man's Land (2001), par Christie Golden
- #6 New Frontier - Cold Wars (2001), par Peter David
- #7 What Lay Beyond (2001), ouvrage collectif

#### Invasion
- #1 TOS - First Strike (1996), par Diane Carey
- #2 TNG - The Soldiers of Fear (1996), par Dean Wesley Smith et Kristine Kathryn Rusch
- #3 DS9 - Time's Enemy (1996), par L.A. Graf
- #4 Voyager - The Final Fury (1996), par Dafydd ab Hugh

#### Section 31
- #1 TNG - Rogue (2001), par Andy Mangels et Michael A. Martin
- #2 Voyager - Shadow (2001), par Dean Wesley Smith et Kristine Kathryn Rusch
- #3 TOS - Cloak (2001), par S.D. Perry
- #4 DS9 - Abyss (2001), par David Weddle et Jeffrey Lang

#### The Badlands
- #1 TOS/TNG - The Badlands, book 1 (2000), par Susan Wright
- #2 DS9/Voyager - The Badlands, book 2 (2000), par Susan Wright

#### The Brave and the Bold
- #1 Enterprise/TOS/DS9 - The Brave and the Bold, book 1 (2002), par Keith R.A. DeCandido
- #2 Voyager/TNG - The Brave and the Bold, book 2 (2002), par Keith R.A. DeCandido

#### The Captain's Table
- #1 TOS - War Dragons (1998), par L.A. Graf
- #2 TNG - Dujonians Hoard (1998), par Michael Jan Friedman
- #3 DS9 - The Mist (1998), par Dean Wesley Smith et Kristine Kathryn Rusch
- #4 Voyager - Fire Ship (1998), par Diane Carey
- #5 New Frontier - Once Burned (1998), par Peter David
- #6 TOS - Where Sea Meets Sky (1998), par Jerry Oltion
- #7 Tales from the Captains Table (anthologie) (1998), sous la direction de Keith R.A. DeCandido

#### The Dominion War
- #1 TNG - Behind Enemy Lines (1998), par John Vornholt
- #2 DS9 - A Call to Arms (1998), par Diane Carey
- #3 TNG - Tunnel Through the Stars (1998), par John Vornholt
- #4 DS9 - Sacrifice of Angels (1998), par Diane Carey

#### The Fall
- #1 DS9 - Revelation and Dust (2013), par David R. George III
- #2 TNG - The Crimson Shadow (2013), par Una McCormack
- #3 DS9 - A Ceremony of Losses (2013), par David Alan Mack
- #4 Titan - The Poisoned Chalice (2013), par James Swallow
- #5 TNG - Peaceable Kingdoms (2013), par Dayton Ward

### Young Adult books

#### Star Trek: TOS
- #1 - Crisis on Vulcan (1996), par Brad Strickland et Barbara Strickland
- #2 - Aftershock (1996), par John Vornholt
- #3 - Cadet Kirk (1996), par Diane Carey

#### Star Trek: TNG - Starfleet Academy
- #5 - Atlantis Station (1994), par V.E. Mitchell
- #6 - Mystery of the Missing Crew (1995), par Michael Jan Friedman
- #7 - Secret of the Lizard People (1995), par Michael Jan Friedman
- #8 - Starfall (1995), par Brad Strickland et Barbara Strickland
- #9 - Nova Command (1995), par Brad Strickland et Barbara Strickland
- #10 - Loyalties (1996), par Patricia Barnes-Svarney
- #11 - Crossfire (1996), par John Vornholt
- #12 - Breakaway (1997), par Bobbi JG Weiss et David Cody Weiss
- #13 - The Haunted Starship (1997), par Brad Ferguson
- #14 - Deceptions (1998), par Bobbi JG Weiss et David Cody Weiss

#### Star Trek: DS9
- #1 - The Star Ghost (1994), par Brad Strickland
- #2 - Stowaways (1994), par Brad Strickland
- #3 - Prisoners of Peace (1994), par John Peel
- #4 - The Pet (1994), par Mel Gilden et Ted Pedersen
- #5 - Arcade (1995), par Diana G. Gallagher
- #6 - Field Trip (1995), par John Peel
- #7 - Gypsy World (1996), par Ted Pedersen
- #8 - Highest Score (1996), par Kem Antilles
- #9 - Cardassian Imps (1997), par Mel Gilden
- #10 - Space Camp (1997), par Ted Pedersen
- #11 - Day of Honor: Honor Bound (1997), par Diana G. Gallagher
- #12 - Trapped in Time (1998), par Ted Pedersen

#### Star Trek: Voyager
- #1 - Lifeline (1997), par Bobbi JG Weiss et David Cody Weiss
- #2 - The Chance Factor (1997), par Diana G. Gallagher et Martin R. Burke
- #3 - Quarantine (1997), par Patricia Barnes-Svarney